# Robert Churchwell
Robert Churchwell (South Bend, Indiana; 20 de febrero de 1972) es un exjugador de baloncesto estadounidense que disputó cuatro partidos en la NBA, además de jugar en la CBA, en diversas ligas europeas y en Japón. Con 1,98 metros de estatura, jugaba en la posición de escolta.

## Trayectoria deportiva

### Universidad
Jugó durante cuatro temporadas con los Hoyas de la Universidad de Georgetown, en las que promedió 9,8 puntos, 5,2 rebotes y 1,5 asistencias por partido. En su primera temporada fue incluido en el mejor quinteto de rookies de la Big East Conference.

### Profesional
Tras no ser elegido en el Draft de la NBA de 1994, jugó en la CBA hasta que en febrero de 1996 ficha por los Golden State Warriors, con los que únicamente disputó cuatro partidos, en los que promedió 1,5 puntos y 0,8 rebotes.
Posteriormente regresó a la CBA, para en 1997 salir de su país para jugar en los Manchester Giants inglés, el Aishin Sea Horses japonés, el JL Bourg Basket francés y el EWE Baskets Oldenburg alemán.

## Estadísticas de su carrera en la NBA

### Temporada regular
| Temporada | Edad | Equipo                | Liga | Pos. | P | TIT | MIN | TC  | TCA | %TC  | 3P  | 3PA | %3P | TL  | TLA | %TL | R.OF. | R.DEF. | REB | ASIS | ROB | TAP | PER | FP  | PTS |
| 1995-96   | 23   | Golden State Warriors | NBA  | SG   | 4 | 0   | 5.0 | 0.8 | 2.0 | .375 | 0.0 | 0.0 |     | 0.0 | 0.0 |     | 0.0   | 0.8    | 0.8 | 0.3  | 0.0 | 0.0 | 0.5 | 0.3 | 1.5 |
| Total     |      |                       | NBA  |      | 4 | 0   | 5.0 | 0.8 | 2.0 | .375 | 0.0 | 0.0 |     | 0.0 | 0.0 |     | 0.0   | 0.8    | 0.8 | 0.3  | 0.0 | 0.0 | 0.5 | 0.3 | 1.5 |